# Even Pellerud
Even Pellerud (15 de julho de 1953) é um treinador e ex-futebolista norueguês

## Carreira
Pellerud se especializou-se em treinar equipes femininas.
Pellerud comandou a Seleção Canadense de Futebol Feminino nas Olimpíadas de 2008.